# Марионетка
 Тази статия е за куклата на конци.  За смисъла на думата в контекста на Уикипедия вижте Уикипедия:Марионетка.  
Марионетката или куклата на конци е една от разновидностите кукли за куклен театър, задвижвана с конци.
Често марионетка се използва в преносно значение: човек, правителство или държава, които действуват изцяло по чужда воля.